# Simone Fuith
Simone Fuith (* 1973 in Eisenstadt, Burgenland) ist eine österreichische Schauspielerin.

## Leben
Simone Fuith wuchs in Sankt Margarethen im Burgenland zusammen mit ihren beiden Geschwistern, darunter der Schauspieler Michael Fuith, auf. Nach der Pflichtschule ging sie nach Wien, um eine Kosmetikfachschule zu besuchen und Visagistin zu werden. Nach Beendigung der Ausbildung begann sie 1994 eine Schauspielausbildung an der Pygmalion Schauspielschule, die sie 1997 abschloss.  Von 1998 war bis 2000 war sie an der Kleinen Komödie in der Wiener Walfischgasse engagiert. 2001 spielte sie am Stadttheater St. Pölten, anschließend bis 2008 an verschiedenen Wiener Off-Theatern und 2009 bei den Sommerfestspielen in Laxenburg.
In der ORF-Serie Vorstadtweiber spielte sie die Schwester von Caro, dargestellt von Martina Ebm. Im Kurzspielfilm Wannabe von Regisseur Jannis Lenz verkörperte sie 2017 die Mutter von Coco, gespielt von Anna Suk. In der Tatort-Folge Wehrlos war sie 2017 an der Seite von Sebastian Wendelin als deren Mann Florian in der Rolle der Daniela Maurer zu sehen. Episodenrollen hatte sie unter anderem in den Fernsehserien SOKO Donau, SOKO Kitzbühel, Schnell ermittelt, Paul Kemp – Alles kein Problem, Tom Turbo sowie Der Winzerkönig. 2018 stand sie für Dreharbeiten zum Film Ein bisschen bleiben wir noch von Arash T. Riahi vor der Kamera, in dem sie die Rolle von Lillis Pflegemutter Ruth übernahm.

## Filmografie (Auswahl)
- 1998: Johann Strauss (Regie: Percy Adlon)
- 2003: Medicopter 117 – Jedes Leben zählt
- 2006: Der Winzerkönig – Schockierende Wahrheit
- 2007: Tom Turbo – Das grosse Skiabenteuer
- 2009: Rimini
- 2010: One Two Three Cheers and a Tiger: No One Notices (Musikvideo)
- 2012: Let Me Try Again
- 2012: SOKO Donau – Im freien Fall
- 2012: Oma wider Willen
- 2012: Tatort: Falsch verpackt
- 2013: Paul Kemp – Alles kein Problem – Toleranz
- 2014: Schnell ermittelt – Leben
- 2014: Kommando Elefant: Ich find dich seltsam (Musikvideo)
- 2015–2017: Vorstadtweiber (Fernsehserie, zwei Episoden)
- 2016: Nebenan (Kurzfilm)
- 2016: I See a Darkness (Kurzfilm)
- 2017: Wannabe (Kurzfilm)
- 2017: Tatort: Wehrlos
- 2017: Stadtkomödie – Herrgott für Anfänger
- 2017: Die Migrantigen
- 2018: SOKO Kitzbühel – Schwarzes Herz
- 2018: Der Ausflug (Kurzfilm)
- 2019: Der Pass
- 2019: M – Eine Stadt sucht einen Mörder
- 2019: Nobadi
- 2019: SOKO Donau – Schatzsuche
- 2020: Ein bisschen bleiben wir noch
- 2021: Kitz (Fernsehserie)
- 2022: Landkrimi – Steirergeld (Fernsehreihe)
- 2025: Happyland
- 2025: Mord in Wien – Der letzte Bissen (Fernsehreihe)